# Client de correu electrònic
Un client de correu electrònic, també anomenat en anglès mailer o Mail User Agent (MUA) és un programari d'ordinador utilitzat per llegir i enviar correus electrònics. És un programari que es connecta al servidor de correu on disposa d'un compte per, d'aquesta manera, descarregar els missatges a l'ordinador client. Una característica important d'aquests clients, és que es poden configurar per a molts servidors de correu electrònic diferents.
Originalment, els clients de correu electrònic van ser pensats per a ser programes simples per llegir els missatges del correu d'usuari, enviats per l'agent de repartiment de correu ('MDA) conjuntament amb lagent de transferència de correu (MTA) a una bústia local.
Els formats de bústia de correu més importants són mbox i Maildir. Aquests protocols per l'emmagatzematge local de correus electrònics realitzen d'una forma molt senzilla la importació, exportació i còpia de seguretat de les carpetes de correu.
Els correus electrònics pendents d'enviament es lliuraran a l'MTA, probablement mitjançant un agent de correu sortint, de manera que el client de correu electrònic no necessitarà efectuar cap mena de funció de transport.
Atès que les diferents versions de Microsoft Windows per a ús domèstic mai han proporcionat un agent de transferència de correu, els clients de correu més moderns han de suportar protocols com POP3 i l'Internet Message Access Protocol (IMAP) per comunicar-se amb un MTA remot localitzat a la màquina del proveïdor de correu electrònic.
IMAP està optimitzat per emmagatzemar correus electrònics en el servidor, mentre que POP3 assumeix generalment que el correu electrònic es descarrega a l'ordinador client. La gran majoria de clients de correu electrònic utilitzen el protocol de Transferència Simple de Correu (Simple Mail Transfer Protocol, SMTP) per enviar els correus.
A més dels clients de correu electrònic de "client gruixut" i dels petits clients de correu que cooperen amb un MDA / MTA local, abans comentats, també hi ha programes de correu electrònics basats en la web, anomenats webmail o correu web.
Un estàndard important suportat per la majoria dels clients de correu electrònic és MIME, que s'empra per a l'enviament d'arxius binaris adjunts al correu. Els adjunts són fitxers que no formen part del correu electrònic pròpiament dit, però que s'envien juntament amb aquest.
Messaging Application Programming Interface (Mapi) és una interfície de programació d'aplicacions (API) privativa de Microsoft Windows, que pot emprar-se per accedir al servidor de correu Microsoft Exchange o per interaccionar amb el client Microsoft Outlook.

## Clients de correu electrònic
- Mozilla Thunderbird
- Microsoft Outlook